# Daniel Lewin
Daniel "Danny" Mark Lewin (en hebreo: דניאל (דני) מארק לוין‎ (Denver, 14 de mayo de 1970 - Vuelo 11 de American Airlines, 11 de septiembre de 2001) fue un matemático y empresario israelí-americano que cofundó la corporación Akamai. Murió en el Vuelo 11 de American Airlines cuando fue apuñalado por uno de los secuestradores que se había hecho con el control del avión, que posteriormente fue estrellado contra la torre norte del World Trade Center, como parte de los Atentados del 11 de septiembre de 2001. Fue la primera persona en morir en los atentados.

## Primeros años
Daniel M. Lewin nació en Denver, Colorado, pero poco tiempo después se trasladó junto con su familia a Israel.

## Carrera
Tuvo un puesto durante cuatro años en las Fuerzas de Defensa de Israel de oficial en Sayeret Matkal, una de las Fuerzas especiales más notables de la FDI. Lewin alcanzó el rango de capitán.
Asistió al Instituto Tecnológico de Israel en Haifa, mientras trabajaba simultáneamente en el laboratorio de investigación del IBM. En el IBM, fue responsable de desarrollar el sistema informático Genesys.
Después de graduarse con el Bachillerato de Artes y el Bachillerato de ciencias, grado cum laude, en 1995, viajó a Cambridge, Massachusetts, para comenzar los estudios de graduado en Doctor de filosofía en el Instituto Tecnológico de Massachusetts en 1996. Mientras tanto, él y su tutor, el profesor F. Thomson Leighton, lanzaron una serie de algoritmos innovadores para optimizar el tráfico en Internet. Esos algoritmos se convirtieron en la base de tecnologías Akamai, que fundaron los dos en 1998. Lewin trabajó como director de tecnología y miembro de la junta de la empresa, y durante el comienzo del boom de Internet consiguió adquirir una gran riqueza. Fue considerado de manera póstuma una de las figuras más influyentes de la era de Internet.

## Muerte y legado
Lewin fue apuñalado a bordo del Vuelo 11 de American Airlines mientras este era secuestrado como parte de los atentados del 11-S. Un memo de la Administración Federal de Aviación de 2001 sugiere que recibió un disparo de Satam al-Suqami, mientras Lewin intentaba evitar el secuestro del avión. De acuerdo a la FAA, Lewin se encontraba sentado en el asiento 9B de la clase business, cerca de Mohamed Atta, Abdulaziz al-Omari y al Suqami. Primero se informó de que había recibido un disparo de al Suqami, aunque esta afirmación fue cambiada después y se consideró finalmente que fue apuñalado. De acuerdo a la Comisión del 11-S, Lewin fue apuñalado por uno de los secuestradores, probablemente Satam al Suqami, que estaba sentado justo detrás de él. La comisión especula que este hecho pudo haber ocurrido durante un intento de Lewin de enfrentarse a uno de los secuestradores que se encontraba delante de él, sin darse cuenta de que al Suqami se encontraba atrás suyo. Lewin fue identificado como la primera víctima en morir en los Atentados del 11 de septiembre de 2001.
Lewin fue sobrevivido por su esposa Anna y dos hijos, Eitan e Itamar, que tenían cinco y ocho en el momento de los atentados del 11-S.
Después de su muerte, la intersección de las calles Main y Vassar en Cambridge, Massachusetts, fue renombrada Plaza Daniel Lewin en su honor. En 2011, en el décimo aniversario de su muerte, las contribuciones de Lewin a Internet fueron memorializadas por amigos y compañeros que lo conocían.
En el National September 11 Memorial & Museum, el nombre de Lewin se encuentra en el panel N-75 de la piscina norte.
La biografía de Lewin fue escrita por Molly Knight Raskin y publicada por Da Capo Press en 2013, bajo el título: No Better Time: The Brief, Remarkable Life of Danny Lewin, the Genius Who Transformed the Internet.

## Premios
- En el año 1995, Technicion lo nombró estudiante excepcional en ingeniería informática.
- En el año 1998, recibió el premio Morris Joseph Levin a la presentación de la tesis de mejores obras maestras en el MIT.